# Caratteristiche dell'opera di Simenon
L'opera di Georges Simenon presenta alcune caratteristiche fondamentali.
Oltre ai numerosissimi romanzi scritti sotto pseudonimo - la parte più popolare della sua opera, che gli verrà rimproverata per quasi tutta la sua carriera - Georges Simenon scrisse complessivamente settantacinque Maigret, centodiciassette romanzi in senso pieno - che Simenon chiamava "romanzi duri" o "romanzi-romanzi" - e oltre cinquecento racconti, tra i quali ventotto racconti con Maigret protagonista, seguendo per ogni opera un preciso "rituale di scrittura", da lui stesso più volte descritto. Questo significa una media di cinque volumi all'anno. Il che non smise mai di far storcere il naso agli osservatori di Simenon, scettici di fronte ad un'opera che appariva troppo abbondante per essere di buona qualità.
A partire dal 1931, lavorò presso tre editori differenti (Fayard, Gallimard e Presses de la Cité), raggiungendo la definitiva consacrazione attraverso un percorso lento e laborioso, che tuttavia non gli consentì di entrare interamente nel pantheon della letteratura francese.
Con la creazione del personaggio di Maigret, diede vita a un nuovo tipo di romanzo poliziesco, non più incentrato sulla risoluzione dell'enigma, ma sulla comprensione delle ragioni di vittime e carnefici e delle peculiarità del loro gruppo sociale di appartenenza.

## Costanti
Il comportamento di Simenon nei confronti dei suoi editori fu segnato da alcune costanti:
- l'esigenza di esclusiva: Simenon esigette sempre che ai suoi romanzi fosse dato un risalto particolare. Ottenne spesso che venissero pubblicati in collane specifiche, create su misura per lui, recanti il suo nome o la sua sigla;
- l'attenzione per ogni stadio della creazione del libro: dai menabò ai bozzetti di copertina, dalla confezione al formato, Simenon pretese piena libertà di scelta su ogni aspetto editoriale. Non smise mai di tentare di dare forma ad un libro economico e appetibile per il grande pubblico, ma capace di non scadere nella volgarità del classico romanzo popolare;
- l'attenzione per il problema del denaro e dei diritti: Simenon non volle mai vendere alcun diritto legato ai suoi libri, facendo suoi in questo modo gli utili derivanti dalla pubblicazione delle sue opere su giornali e riviste.

Questo atteggiamento non denota la spietatezza di un duro uomo d'affari, bensì una concezione dell'opera letteraria sui generis: la letteratura di Simenon cerca di collocarsi a metà fra quella nobile, di alto profilo, restia ad ogni intento commerciale, e quella a grande diffusione. La concezione che Simenon ha dello scrittore è quella del buon artigiano, che, pur non rifiutando di guadagnare, non rinuncia alla qualità.

## Il metodo di scrittura

### Il rituale
Per essere così costante e permanente, una prolificità di questo tipo presupponeva inevitabilmente una gestione del tutto razionale della scrittura: si tratta del famoso "rituale di scrittura", di cui Simenon parlò spesso. Per Simenon la stesura del romanzo è costituita da quattro tappe obbligatorie:
1. ambientamento: concentrandosi e facendo lunghe passeggiate, con il rischio di risultare persino scontroso e irascibile, Simenon cerca progressivamente di entrare, nel giro di massimo tre giorni, in "stato di romanzo". Cerca di entrare nella pelle del personaggio principale e di delinearne le caratteristiche fondamentali, mentre l'intreccio narrativo viene momentaneamente lasciato in secondo piano.[7] Lo stesso Simenon diceva di questa fase di creazione del romanzo: «Quando sto per cominciare un romanzo, ne ignoro ancora il tema. Conosco soltanto una certa atmosfera, una certa linea melodica, come un motivo musicale. Molte volte all'inizio è semplicemente un odore...»[8]
2. ricapitolazione: entro due giorni, Simenon raggruppa le informazioni che gli saranno utili. È questa la fase in cui vengono scelti i nomi dei personaggi - il Fonds Simenon dell'Università di Liegi custodisce un fascicolo di nomi a cui lo scrittore faceva riferimento - e avviene la redazione della cosiddetta "busta gialla". Si tratta di buste color terra di Siena, su cui Simenon prese l'abitudine di preparare i propri romanzi, appuntandovi particolari riguardanti il protagonista. Svolgevano una funzione di sommari di consultazione, che l'autore poteva esaminare in qualsiasi momento per non commettere errori[9];
3. redazione: solo nel suo studio, Simenon scrive dalle sei e mezzo alle nove del mattino, portando a termine un capitolo al giorno. Di conseguenza la redazione di un romanzo richiede da un minimo di una settimana nel caso di un Maigret, al massimo di una decina - o quindicina - di giorni nel caso dei "romanzi duri" più complessi;[10]
4. revisione: subito dopo la redazione o anche a distanza di parecchie settimane, Simenon si dedica a una rifinitura puramente stilistica del materiale redatto, che richiede in media quattro o cinque giorni e non altera mai la struttura del racconto. In questo modo la creazione di un romanzo, dal concepimento alla revisione conclusiva, esige meno di un mese.[11]

### La trance
Georges Simenon non mancò mai di sottolineare come la stesura di un romanzo significasse per lui un grande sforzo fisico e psicologico: durante la prima fase di ambientamento provava forte inquietudine e angoscia, tanto da concepire il romanzo come un peso di cui disfarsi al più presto. La redazione avveniva in una condizione che Simenon definì di "trance" - si spiega così la generale brevità dei romanzi di Simenon: non gli sarebbe stato possibile sostenere uno stato di così intensa alterazione per più di una decina di giorni - e che talvolta si traduceva in conati di vomito o crisi di singhiozzo. A stesura conclusa, lo scrittore si dichiarava "svuotato", "sfibrato" e privo di energie.

### La concezione della scrittura
Questo metodo di scrittura rivela due concezioni contrapposte: da un lato il metodo di procedere di Simenon rientra in un concetto di "predestinazione" dello scrittore: la trance presuppone un impulso che attraversa il romanziere inducendolo a scrivere, senza però che egli possa razionalmente capire in che cosa esso consista; ma dall'altro egli insistette spesso sulla scrittura come "mestiere": quella di Simenon era una visione artigianale della scrittura, per cui quella dello scrittore è una vera e propria professione. Fu lo stesso Simenon a dire:
(Dubois e Denis (a cura di), Introduzione, cit., p. XII.)
A suo avviso, l'abilità di scrittura si ottiene mediante l'esercizio e la perseveranza, e il romanziere diviene una figura simile al buon artigiano, che ripetendo all'infinito i soliti gesti finisce per compierli senza artificiosità di sorta. Una tale dimestichezza permette poi allo scrittore di entrare totalmente in stato di "trance" e di immergersi nel personaggio, tralasciando le preoccupazioni circa la tecnica romanzesca da adottare.
In questo senso, ogni opera di Georges Simenon costituisce una tappa a sé stante: se al momento della revisione egli nutre alcuni dubbi, non modifica il manoscritto - in questo momento infatti non si trova nello stesso stato di concentrazione profonda della redazione - ma si ripromette di fare meglio alla prova successiva. Così ogni suo romanzo può essere visto come l'abbozzo del successivo, e la sua intera opera come l'enorme abbozzo del "grande romanzo", che, ovviamente, non porterà mai a compimento - anche se il romanzo autobiografico Pedigree, scritto tra il 1941 e il 1943, richiese uno sforzo inusuale in confronto al resto della sua produzione.
L'enorme produttività di Simenon si coniuga con la sua concezione della scrittura, per la quale la potenza creativa dipende dal numero di romanzi pubblicati; spesso viene fatto il confronto fra la prolificità romanzesca di Simenon e la sua sensualità compulsiva (Simenon era "l'uomo dalle diecimila donne").
Inoltre Simenon era animato da una vena tipicamente piccolo-borghese, che lo portava a pensare che la ricchezza potesse essere giustificata solamente con il duro lavoro.

## Maigret
L'origine del personaggio di Maigret - secondo la versione di Simenon - risalirebbe al settembre 1929, quando egli si trovava nella cittadina olandese di Delfzijl per riparare la sua barca, l'Ostrogoth: Maigret gli sarebbe apparso in una sorta di visione, e Simenon si sarebbe limitato a inserirlo nel romanzo Pietr-le-Letton. In realtà, le cose sembrano più complicate della versione mitizzata che ne dà l'autore: in primo luogo Pietr-le-Letton non è il primo Maigret, né è stato scritto a Delfzijl. Inoltre, Maigret è stato il frutto di una lenta e graduale elaborazione: appare per la prima volta in forma embrionale in L'amant sans nom (1928) nei panni dell'agente N.49 e successivamente in quattro romanzi scritti nel 1929 e pubblicati in momenti diversi: Train de nuit (Fayard, 1930) e La jeune fille aux perles (Fayard, 1932), firmati Christian Brulls, La femme rousse (Tallandier, 1933) e La maison de l'inquiétude (Tallandier, 1932) - in cui Maigret è ormai delineato nella sua interezza, con l'ufficio al Quai des Orfévres e l'appartamento in boulevard Richard-Lenoir - firmati Georges Sim.
In breve tempo Maigret assurgerà a simbolo del romanzo poliziesco. Eppure, a differenza di altri investigatori celebri - come Holmes, Rouletabille o Poirot - Maigret è un antieroe: è un uomo comune, un modesto impiegato soggetto anche a fallimenti e delusioni (sin da L'affare Saint-Fiacre). In aggiunta, il suo metodo di indagine si caratterizza per la mancanza di razionalità e deduzione. Esso può essere distinto in due fasi: una di cosiddetta impregnazione, e l'altra di fantasticheria. Durante la prima, Maigret si lascia immergere dall'atmosfera del luogo, cerca di capirne l'essenza vitale, si identifica con le persone coinvolte, instaurando con loro un rapporto di simpatia e talvolta di connivenza - e così riproduce il legame che Simenon prova per i suoi personaggi.
(Fallois, p. 65)
Il suo ruolo si trova a metà fra quello di medico di famiglia, di psicoanalista e di assistente sociale. Lui stesso si definisce un "riparatore di destini":
(Dubois e Denis, Introduzione a Georges Simenon Romanzi, volume I, Milano, Adelphi, 2004, p. XLVIII)
Attraverso Maigret, Simenon dichiara la sua "etica letteraria": vivere la vita degli altri, comprendere e non giudicare (motto presente nel suo ex libris). Infatti diceva:
(Fallois, p. 15)
Durante la seconda fase Maigret tenta di inserire particolari incoerenti - in genere dettagli di carattere sociale, come le scarpe gialle ai piedi dell'umile Louis Thouret in Maigret et l'homme du banc o l'assuefazione del borghese René Josselin alle scommesse in Maigret et les braves gens - in una trama chiarificatrice che porti alla soluzione dell'enigma. L'individuazione del colpevole non avviene per intuizioni fulminee o ragionamenti contorti, ma attraverso l'analisi di fatti e aspetti non materiali: le indagini infatti si sviluppano a partire da particolari dell'atmosfera che l'ambiente del luogo promana. Si spiegano così la ricorrente evocazione di atmosfere locali nei Maigret e il ritmo temporale fatto di lentezza e riflessione che li caratterizza - Maigret nei momenti più critici del racconto si immerge in lunghi interrogatori e in indagini lente e dispersive.

### Un poliziesco differente
Questi fattori contribuiscono insieme a sostituire il punto centrale del tipico racconto poliziesco: la classica domanda «chi ha ucciso?» lascia il posto a «chi è stato ucciso?». Simenon non si preoccupa di creare un intricato meccanismo di risoluzione dell'enigma, ma si concentra sulla vittima, sul contesto sociale che la circonda e sulle ragioni che hanno portato alla sua morte - del resto egli sosteneva la parità di importanza di criminologia e vittimologia. Di conseguenza la risoluzione dell'enigma perde importanza, tanto da apparire spesso artificiosa e sfilacciata. Simenon tenta un passaggio dal poliziesco come enigma a un poliziesco che sia romanzo - di preferenza sociologico - a tutti gli effetti.
Senza la moderazione propria di Simenon, ma in modo più radicale, fecero lo stesso i romanzieri americani dell'hard boiled in quegli stessi anni trenta: utilizzando il genere come strumento di critica sociale, denunciarono la dilagante corruzione delle classi dirigenti.
Molti altri autori percorreranno in seguito la via aperta da Simenon: per esempio P. D. James, Manuel Vázquez Montalbán, Giorgio Scerbanenco, Maj Sjöwall, Per Wahlöö e Janwillem Van Der Wetering.

## Lo svuotamento del genere
Con la creazione del personaggio di Maigret, Simenon continua a far uso del genere poliziesco, ma ne svuota il classico nucleo costitutivo. Nel giallo tradizionale i personaggi sono delle semplici pedine nelle mani dello scrittore e il protagonista è una mente tutta intenta a districarsi nelle complicate trame dell'enigma. Per Maigret, invece, non si tratta di partecipare al gioco della risoluzione del problema, ma di comprendere un dramma. Tantoché l'intelligenza perde l'importanza che rivestiva nel giallo tradizionale: criminali, investigatori, sospetti vengono messi tutti sullo stesso piano e trattati nello stesso modo. Inoltre, se nel poliziesco classico le spiegazioni preliminari rappresentavano una noia necessaria, Simenon le trasforma nella parte più piacevole del racconto. Qui sta il primo merito attribuito a Simenon dalla critica: senza fare a meno della sua attrattiva e della sua elasticità, aver inserito il racconto poliziesco nella consistenza del romanzo.
In aggiunta, il ruolo dell'eroe con Maigret non è più affidato o al criminale o all'investigatore – cioè o al Male o alla Mente – ma ad un uomo semplice e piuttosto banale, privo di capacità intellettive superiori. Fatto che Simenon sottolinea con insistenza:
(Georges Simenon, Maigret, 1934)
(Georges Simenon, Un crime en Hollande, 1933)
(Georges Simenon, Maigret à New York, 1956)
Se c'è qualcosa di eroico in Maigret, allora deriva dalla sua umanità: protegge, comprende, rassicura, mette in discussione le proprie certezze, la mattina va in ufficio e la sera ritorna a casa da sua moglie in boulevard Richard-Lenoir come un uomo qualunque.
Se nel giallo tradizionale il detective ha una spalla che ne risalta le capacità – Hastings per Poirot, Watson per Sherlock Holmes – l'unica spalla di cui dispone Maigret è proprio sua moglie, che però mette in risalto le sue monotone abitudini, la sicurezza del focolare, la sua mediocre quotidianità.
La vita di Maigret è poi disseminata di limiti invalicabili: i figli che non può avere, le malattie a cui non può sfuggire, i superiori a cui deve sottomettersi.

## Il romanzo di crisi
La categoria del romanzo di crisi (racconto di "passaggio della linea", nelle parole di Simenon) si applica alla maggioranza dei centodiciassette "romanzi duri" di Simenon, e si distingue per il fatto di trarre parecchie delle sue caratteristiche da quelle del romanzo poliziesco.
In primo luogo il romanzo di crisi riproduce il poliziesco "materialmente": è composto da una decina di capitoli e da un centinaio di pagine, è breve e denso. Il racconto si basa su una lingua molto piana e su una bilanciata alternanza fra narrazione, riflessioni in stile indiretto libero e dialoghi. Si regge su un unico personaggio, che segue senza sosta dall'inizio alla fine. Col progredire del racconto produce una forte tensione che tiene sulle spine il lettore, dato che l'uscita dalla crisi provoca la stessa suspense della risoluzione dell'enigma nel romanzo poliziesco.
Come nel racconto poliziesco, anche nel romanzo di crisi è essenziale il tema della rottura che colpisce un individuo – accompagnata spesso da morte violenta, sia come causa sia come effetto della crisi – e per estensione il gruppo al quale appartiene.  Di frequente il personaggio in crisi viene assoggettato allo sguardo prevenuto di una qualche autorità: la stampa, la polizia, la giustizia, il suo ambiente ecc.
In genere i romanzi di crisi di Simenon non sfuggono ad un ricorrente schema di base: un individuo, perlopiù anonimo, mediocre, di preferenza un borghese in età matura, malgrado una vita apparentemente appagante, rompe gli schemi sociali in cui era immerso fino a quel momento; cercando una vita vissuta o sognata, passa "all'atto", che lo porterà al fallimento (morte, solitudine, follia, isolamento). Tuttavia il protagonista non finisce totalmente sconfitto: talvolta ricava dalla crisi una serenità disillusa (Le bourgmestre de Furnes, 1938), altre riesce a vivere un'esperienza di libertà (La fuite de M. Monde, 1944) o a tradurre la rottura, causata da un'azione deprecabile – il più delle volte un omicidio - in riscatto (Lettre à mon juge, 1947).
Lo strenuo desiderio di aprirsi al mondo e di comunicare con la folla dei "mediocri" che lo abita riflette, secondo Bernard de Fallois, l'aspirazione dello stesso Simenon di rimanere aperto al grande pubblico dei lettori.

### Letture
I romanzi di crisi si prestano a diverse letture:
- una lettura psicologica, avvalorata dalle premesse familiari della crisi: madri possessive, padri assenti, mogli stereotipate. In un simile ambiente, il protagonista sfoga la sua parte più repressa e riscopre i suoi desideri più autentici, i cui oggetti sono spesso sessuali. Il risultato è generalmente la tragedia: il personaggio, non capace di controllare i propri desideri, libera una violenza che non riesce a frenare;
- una lettura sociale: un ambiente sociale soffocante, frustrante e convenzionale – di solito il cuore della classe media – scatena la crisi dell'individuo. Il protagonista desidera e sperimenta un'esistenza del tutto diversa, ma l'esperienza è avvilente;
- una lettura antropologica: l'esperienza assume un valore più ampio delle circostanze del racconto, rimandando ad un trauma primario dell'individuo. La rottura si conclude con la messa a nudo del personaggio, privato della veste sociale che aveva indossato sino a quel momento.

## La piccola borghesia
Georges Simenon ha sempre privilegiato come oggetto delle sue opere una piccola borghesia tradizionale, la stessa da cui egli proveniva - suo padre, Désiré Simenon, era un modesto funzionario in un'agenzia di assicurazioni, mentre sua madre, Henriette Brüll, lavorava come commessa in un grande magazzino. Il più delle volte raffigura personaggi che, come lui, provengono dagli strati inferiori della società, di cui conservano abitudini e mentalità, e che tentano di ottenere una rivalsa sulle loro origini – come l'attore Maugin in Les volets verts (1950).
Sembra che questa predilezione, come Simenon scrive a Gaston Gallimard nel 1941, tenda a diventare un progetto:
(Dubois e Denis (a cura di), Introduzione, cit., p. LXIX)
Il progetto di Simenon mira a tradurre in narrazione la folta schiera degli umili che lottano per elevarsi socialmente o semplicemente per raggiungere una meta. Come d'altronde Simenon sembra dichiarare in alcuni passi del quindicesimo capitolo di Je me souviens (1945):
(Dubois e Denis (a cura di), Introduzione, cit., p. LXIX)
Il compatimento che Simenon prova verso questi individui, come si capisce dall'ultima frase del passo citato, è suscettibile di estendersi a tutta l'umanità. Se solo gli uomini sapessero "che cosa li spinge" e dove "vengono spinti" sarebbe possibile una rappacificazione sociale – auspicata da Simenon – fondata sulla piccola borghesia.
A questo servono a Simenon la crisi e la rottura tipici delle sue opere: a rappresentare il dolore di una schiera di mediocri che non riesce a trovare il suo posto nel mondo.

## I clan
I personaggi di Simenon trovano rifugio dalla solitudine unendosi gli uni agli altri, formando dei clan. Ognuno all'interno del clan vive avvalendosi della protezione altrui, e l'unica preoccupazione del clan nel suo complesso è quella di sopravvivere.  Se il clan lotta per continuare a vivere, è il vero eroe del dramma; se invece si trova in posizione di superiorità, è semplice protagonista e nemico – come il gruppo dei bianchi in Le coup de Lune (1932) e Quartier Négre (1935).
A volte si tratta di gruppi di stranieri in una società che li allontana, il caso della tribù di origine tedesca in Chez Krüll (1938), altre si assiste alla sua nascita, come in 45° à l'ombre (1934). In ogni caso il clan o minaccia o ha paura, come in Chez Krüll. Quando il clan diventa opprimente e castrante, il motivo va ricercato in una nuova presenza femminile – e allora l'intreccio diventa il racconto di questo pericolo che si propaga all'interno del clan: è il caso di Coup de Vague (1938), di Haut Mal (1933), di Les Soeurs Lacroix (1937), di Les Demoiselles de Concarneau (1935).
L'appartenenza dei personaggi di Simenon ad un clan riflette il bisogno di ordine degli esseri umani, che diventa talvolta ossessivo: il bambino di Pleut Bergére (1939), l'adolescente di Long Cours (1935), l'adulto di Blanc à Lunettes (1937) sono gravati dall'assillo di dover abbandonare il loro gruppo di appartenenza.
Altri personaggi superano questa paura – come Hogan in Feux Rouges (1953) o Le grand Bob (1954) – e cercano di liberarsene. Infatti il clan rassicura, ma il suo equilibrio è precario: barcolla se un estraneo vi entra indebitamente, come in La Maison du Canal (1933), e crolla se il capo lo abbandona, come in Le testament Donadieu (1937).
In Le testament Donadieu la morte del padre è la causa scatenante di una serie di sventure: difatti è proprio la paternità – simbolica o autentica - a rappresentare un rifugio stabile, duraturo e non vacillante come il clan. È per questo che molti personaggi di Simenon sono tormentati da questo legame di cui la vita li ha spogliati: Frank di La neige était sale (1938), Malou di Destin des Malou (1947), Gilles di Le voyageur de la Toussaint (1941), solo per citarne alcuni. Non mancano i casi di figli ribelli: Jean di La veuve Couderc (1940), Gaston di L'enterrement de Monsieur Bouvet (1950), Robert di Le Grand Bob (1954); ma le loro esistenze, sembra dire Simenon, sono segnate irrimediabilmente: fanno finta di vivere, non hanno più un cuore.